# Aira caryophyllea subsp. caryophyllea
Aira caryophyllea subsp. caryophyllea é uma subespécie de planta com flor pertencente à família Poaceae.

O seu nome comum é aira-cariofílea.

## Portugal
Trata-se de uma subespécie presente no território português, nomeadamente em Portugal Continental, no Arquipélago dos Açores e no Arquipélago da Madeira.
Em termos de naturalidade é nativa das três regiões atrás indicadas.

## Protecção
Não se encontra protegida por legislação portuguesa ou da Comunidade Europeia.